# Mixophyes schevilli
Mixophyes schevilli är en groddjursart som beskrevs av Arthur Loveridge 1933. Mixophyes schevilli ingår i släktet Mixophyes och familjen Myobatrachidae. IUCN kategoriserar arten globalt som livskraftig. Inga underarter finns listade i Catalogue of Life.